# Osificación heterotópica

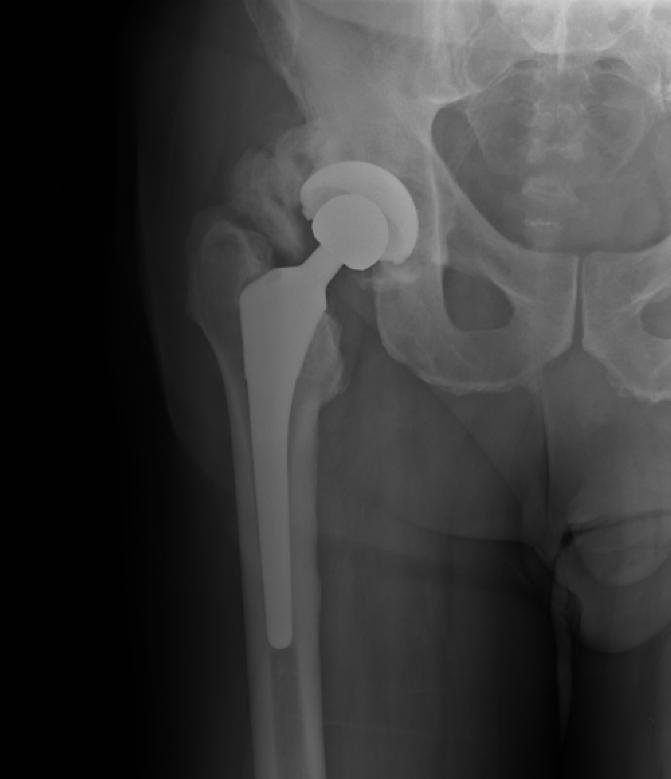
Osificación heterotópica en la articulación de la cadera de un paciente sometido a artroplastia.

La osificación heterotópica (HO) es el crecimiento de hueso en lugares anormales, como en tejido blando. Esto puede ocurrir en cualquier parte del cuerpo; la cadera, rodillas, hombros y codos son los lugares más comunes. Esta condición puede variar de crecimiento menor a fuerte.
Cuanto más pronto se trate esta condición, tanto mejor será el resultado. Si se sospecha que tiene HO, debe contactarse al médico oportunamente.

## Causas
Se desconoce la causa exacta de HO. Podría haber una relación genética con el desarrollo de esta condición. Aunque se desconoce la causa exacta, existen factores bien conocidos que incrementan su probabilidad de tener HO. Debe informarse al médico si se presenta alguno de los siguientes factores de riesgo:
- Lesión cerebral traumática o apoplejía
- Lesión en la columna vertebral (especialmente reciente, 1-4 meses)
- Cirugía en la cadera u otra cirugía en articulaciones
- Quemaduras
- Periodo prolongado de inmovilidad
- Infección articular
- Trauma en el músculo o tejido blando

## Síntomas
Los síntomas varían con base en la severidad y ubicación del crecimiento óseo. Si se tiene alguno de estos, no debe asumirse que se debe a HO. Estos síntomas podrían ser causados por otras afecciones. Debe informarse al médico si presenta alguno de los siguientes síntomas:
- Anquilosis, disminución de la amplitud de movimiento
- Artritis, inflamación o enrojecimiento en articulación(es)
- Dolor
- Fiebre

## Prevención
La HO no se entiende por completo. Si se tiene alguno de los factores de riesgo antes mencionados, debe hablarse con el médico acerca de cualquier síntoma que se pueda tener. Debe discutirse si se necesita tomar medidas preventivas.

## Diagnóstico
El médico preguntará acerca de los síntomas y antecedentes clínicos. Se realizará un examen físico, y el paciente podría ser canalizado con un especialista. Un médico ortopedista se enfoca solamente en problemas de los huesos y articulaciones. Las pruebas pueden incluir:
- Escáner óseo - un examen que determina la mineralización de los huesos y detecta hueso anormal en el tejido
- Nivel de fosfatasa alcalina en suero - niveles incrementados de esta sustancia en la sangre están relacionados con osificación heterotópica
- Se han estudiado varios exámenes para HO. Estos se usan con menos frecuencia e incluyen:
  - Osteocalcina en suero
  - Proteína C reactiva
  - Índice de sedimentación de eritrocitos
  - Quinasa creatina
  - Hidroxiprolina, deoxipiridinolina y prostaglandina en la orina
- Rayos X - podrían solo detectar hueso anormal en fases posteriores de la enfermedad

## Tratamiento
Debe consultarse con el médico cuál es el mejor plan para el tratamiento. Las opciones varían con base en el alcance de la enfermedad, e incluyen los siguientes:

### Fisioterapia
La terapia es una parte importante del tratamiento. Los ejercicios de rango de movimiento ayudarán a mantener la movilidad. También pueden ayudar a evitar que la enfermedad empeore. La terapia también podría incluir entrenamiento de estiramiento y refuerzo.

### Medicación
- Medicamento de bisfosfonato (p. ej., etidronato (Didronel)) - para evitar que el calcio se deposite en nuevos crecimientos óseos.
- Medicamentos antiinflamatorios no esteroideos (AINE) - para ayudar a prevenir mayor crecimiento óseo en tejido blando.

### Cirugía
Podría usarse cirugía para retirar el hueso anormal e incrementar el rango de movimiento.

### Radioterapia
La radiación se utiliza para prevenir crecimiento óseo anormal, principalmente después de cirugía de la cadera.

Con frecuencia, la radiación y medicamentos se administran después de la cirugía, debido a que la enfermedad puede reaparecer.